# Klaus-Dieter Zastrow

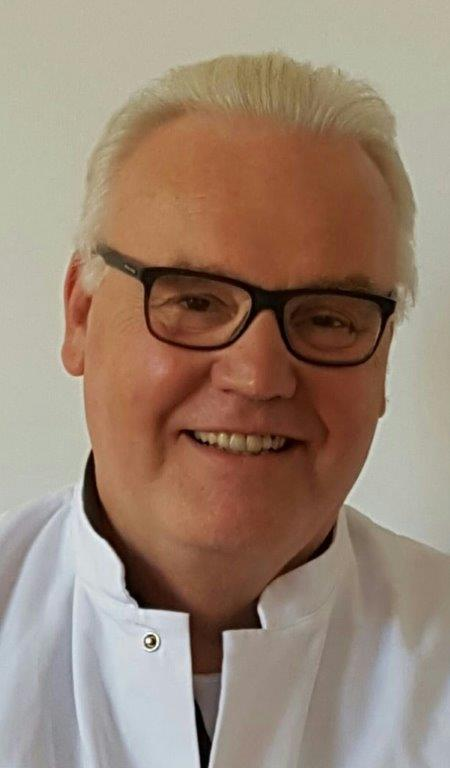
Klaus-Dieter Zastrow

Klaus-Dieter Zastrow (* 1950 in Berlin) ist ein deutscher Facharzt für Hygiene. Er ist bekannt für seine Arbeiten auf dem Gebiet Krankenhaushygiene.

## Leben
Zastrow studierte von 1976 bis 1981 Medizin an der Freien Universität Berlin. Von 1982 bis 1984 war er dort Wissenschaftlicher Mitarbeiter am Institut für Allgemeine Hygiene. Von 1984 bis 1985 war er Assistenzarzt in der Allgemeinchirurgie am Behring-Krankenhaus Berlin-Zehlendorf. Von 1985 bis 1987 war er Seuchenreferent des Landes Berlin beim Senator für Gesundheit und Soziales in Berlin und Leiter des Referats für Allgemeine Hygiene und gesundheitlichen Umweltschutz. Von 1987 bis 1995 war Zastrow Direktor und Professor am Bundesgesundheitsamt/Robert Koch-Institut und Leiter des Fachgebiets „Übertragbare Krankheiten, Impfwesen und Krankenhaushygiene“. Für neun Jahre war er Vorsitzender der Kommission für Krankenhaushygiene und Infektionsprävention (KRINKO) und Geschäftsführer der ständigen Impfkommission des Bundesgesundheitsamtes (Stiko). Von 1995 bis 2002 wirkte er als Chefarzt des Institut für Hygiene und Umweltmedizin Humboldt-Krankenhaus Berlin-Reinickendorf. Von 2002 bis März 2017 war er Chefarzt bzw. Direktor des Instituts für Hygiene und Umweltmedizin (IHU) der Vivantes Kliniken Berlin. Im April 2016 übernahm er die Leitung des Hygiene-Instituts für den Klinikverbund RegioMed in Nordoberfranken und Südthüringen. Dieses Arbeitsverhältnis wurde im Juli 2020 im allseitigen Einvernehmen beendet, Grund dafür waren Interviews, in denen sich Zastrow beleidigend gegenüber Mitarbeitern des Regiomed-Konzerns geäußert hat bzw. den örtlichen Gesundheitsbehörden grobe Pflichtverletzungen vorwarf. Direkt anschließend übernahm er die Leitung der Hygiene des Klinikums „Ernst von Bergmann“ in Potsdam. Dort gestalte er die „Hygiene“ neu, so dass das Klinikum im Herbst 2021 den Betrieb wieder vollumfänglich aufnehmen konnte.

## COVID-19-Pandemie
Zastrow äußerte sich in den Medien mehrfach kritisch zu den Einschätzungen des Robert Koch-Instituts im Hinblick auf die Entwicklung der COVID-19-Pandemie und den empfohlenen Maßnahmen zur Verhinderung weiterer Infektionen. In einem Interview mit der BILD-Zeitung erklärte Zastrow etwa im Mai 2020, dass es keine zweite Infektionswelle geben werde, wenn entsprechende Maßnahmen wie das Tragen von Schutzmasken konsequent umgesetzt würden, um die weitere Verbreitung einzugrenzen. Als weitere Maßnahme empfahl Zastrow zu regelmäßigen Mundspülungen mit Viren abtötenden Mund-Antiseptika und beklagte, dass diese Schutzmaßnahme vom Robert Koch-Institut ignoriert würde. Zastrows Behauptung, dass es bei konsequenter Umsetzung der Maßnahmen zu keinen weiteren Neuinfektionen kommen und jeder weitere Lockdown überflüssig werden würde, wird jedoch als wissenschaftlich nicht hinreichend belegt kritisiert.

## Klinisch-Wissenschaftlicher Beitrag
Zastrow beschäftigte sich früh mit Infektionen in Krankenhäusern. Er ermittelte bereits 1989/94 40.000 Todesfälle und 1 Million Infektionen in deutschen Kliniken. Der Anteil nosokomialer Infektionen an den Todesfällen in Krankenhäusern betrug 12,1 %. Die damals eruierten Infektionszahlen sind bis heute konstant. Zastrow forderte bereits damals die Einrichtung einer bundeseinheitlichen Hygieneverordnung. Diese wurde auf seine nachhaltige Initiative hin 2011 mit dem Gesetz zur Änderung des Infektionsschutzgesetzes und anderer Gesetze eingeführt. Dafür wurde in Kooperation von Klaus-Dieter Zastrow, Jens Ackermann und Martin Lindner, beide Bundestagsabgeordnete der FDP, § 23 „Nosokomiale Infektionen; Resistenzen; Rechtsverordnungen durch die Länder“ als neuer Paragraph im Infektionsschutzgesetz vorgeschlagen und am 3. August 2011 auch vom Bundestag im Rahmen der genannten Gesetzesnovelle verabschiedet. Mit diesem Paragraphen fordert der Gesetzgeber erstmals Hygienefachpersonal für alle deutschen Krankenhäuser (Facharzt für Hygiene, Hygienefachkraft).

## Mitgliedschaften
Zastrow ist seit 1998 Vorstandsmitglied der Deutschen Gesellschaft für Krankenhaushygiene (DGKH), seit 2008 hat er die Leitung der Sektion Krankenhausbau und von 1998 bis 2014 Leitung der Öffentlichkeitsarbeit. Von 2000 bis 2016 war er Vorstandsvorsitzender des Berufsverbands Deutscher Hygieniker. Zastrow war von 2011 bis 2017 Mitglied der Hygienekommission des Bundesinstituts für Risikobewertung (BfR).